# Бой при Готен
Боят при Готен е бой между сдружени чети на Вътрешната македоно-одринска революционна организация и османска войска.

## Бой
Боят започва на 6 април 1903 година в планината Готен, Малешевско. В него участват сдружените чети на Христо Чернопеев, Коста Мазнейков, Делчо Коцев, Константин Кондов, Никола Дечев, Питу Гули, Ванчо Сърбака, Тимо Ангелов и други. Броят на четниците е между 250 и 270 души. Четите са обградени от турски части при връх Готен, при което на помощ им идва и войводата Никола Лефтеров. През нощта на 6 април четниците тръгват на щурм и с цената на 25 жертви успяват да пробият обръча и да ранят и убият около 200 души.